# Palanderbukta
Palanderbukta is een baai in het eiland Nordaustlandet, dat deel uitmaakt van de Noorse eilandengroep Spitsbergen.
De baai is vernoemd naar baron Adolf Arnold Louis Palander af Vega (1842-1920) die als eerste de Noordoostelijke Doorvaart bevoer.

## Geografie
De baai is noordwest-zuidoost georiënteerd en heeft een lengte van ongeveer 12 kilometer. Ze mondt uit in het Wahlenbergfjorden.
De baai snijdt in in het Gustav Adolfland en in het zuiden ligt het schiereiland Scaniahalvøya.
In de baai komen verschillende gletsjers uit, de Clasebreen en Holtenbreen vanaf de ijskap Glitnefonna, de Palanderbreen en Ericabreen vanaf de ijskap Vegafonna en de gletsjer Palanderisen vanaf de ijskap Austfonna.